# تشارلز كاتس (سياسي)
تشارلز كاتس هو محامي وسياسي أمريكي، ولد في 31 يناير 1769 في بورتسموث في الولايات المتحدة، وتوفي في 25 يناير 1846 في Lewinsville, Virginia ‏ في الولايات المتحدة. نشط حزبياً في الحزب الفيدرالي الأمريكي.

## مناصب
- انتخب عضو مجلس الشيوخ الأمريكي [الإنجليزية]‏ عن دائرة New Hampshire Class 3 senate seat ‏ وقد انضم خلال فترته النيابية [الإنجليزية]‏ (2 أبريل 1813 – 10 يونيو 1813) للكتلة البرلمانية الحزب الجمهوري الديمقراطي.
- انتخب عضو مجلس الشيوخ الأمريكي [الإنجليزية]‏ عن دائرة New Hampshire Class 3 senate seat ‏ وقد انضم خلال فترته النيابية [الإنجليزية]‏ (4 مارس 1811 – 4 مارس 1813) للكتلة البرلمانية الحزب الجمهوري الديمقراطي.
- انتخب عضو مجلس الشيوخ الأمريكي [الإنجليزية]‏ عن دائرة New Hampshire Class 3 senate seat ‏ وقد انضم خلال فترته النيابية [الإنجليزية]‏ (21 يونيو 1810 – 4 مارس 1811) للكتلة البرلمانية الحزب الجمهوري الديمقراطي.
- انتخب عضو مجلس الشيوخ الأمريكي [الإنجليزية]‏.